# Psaume 100 (99)

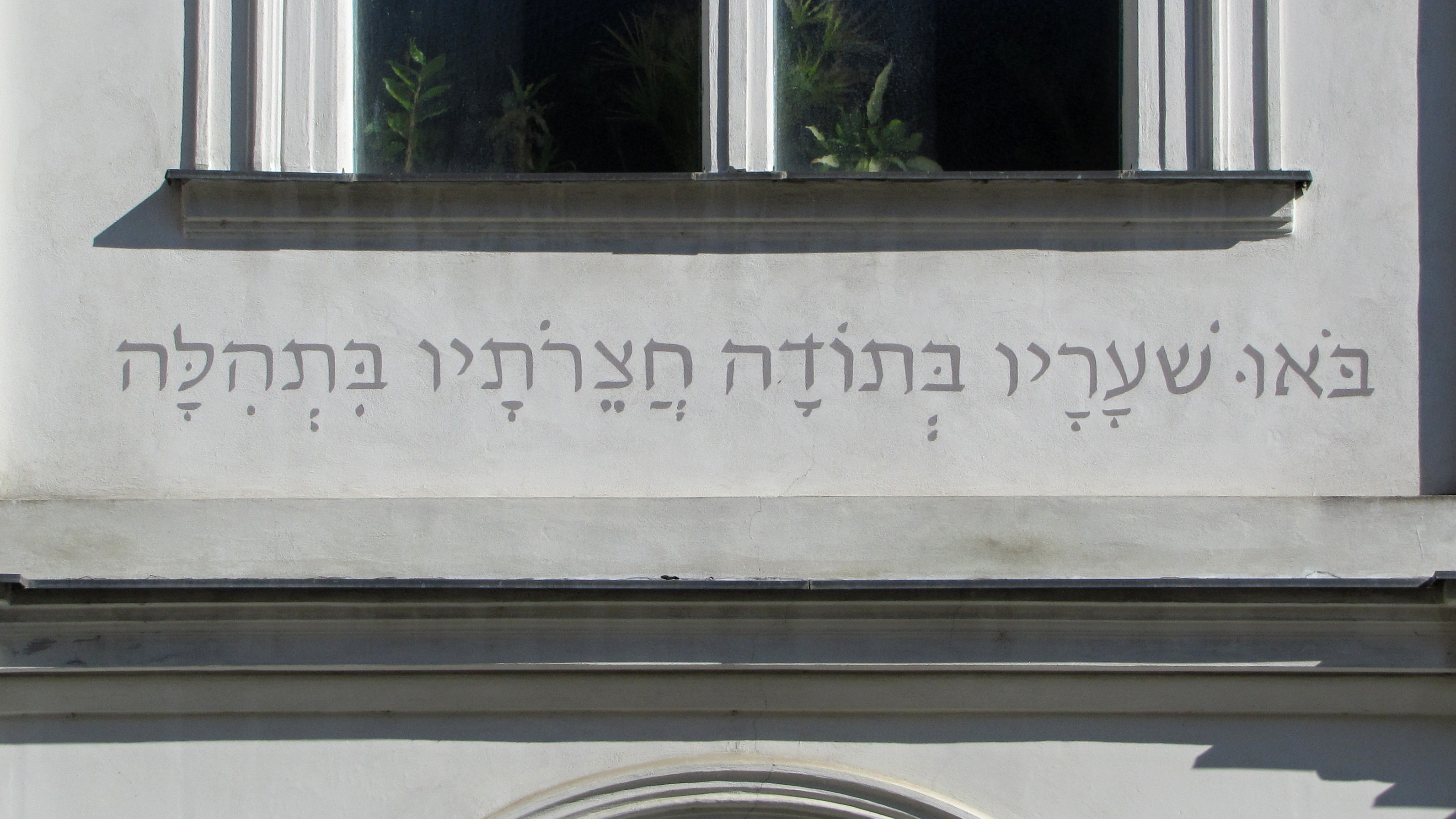
Le psaume 100 en hébreu sur une synagogue à Břeclav, en République Tchèque.

Le psaume 100 (99 selon la numérotation grecque) n’est attribué à personne, mais il est désigné comme un psaume de louange ou d’action de grâce : il exprime l’exaltation de Dieu par tous les hommes. Il est appelé en latin Jubilate, ou Jubilate Deo, et en hébreu Mizmor Letoda (מזמור לתודה).
Dans le commentaire de saint Augustin d'Hippone, ce psaume demeure particulièrement important afin d'expliquer le mystère du jubilus, en tant que musique céleste, et non humaine.

## Texte
N.B. S’il y a conflit de numérotation des versets entre l’hébreu et le latin, c’est l’original hébreu qui prévaut et la traduction française le suit. Par contre, le latin ne se plie pas à la versification affichée. Les numéros de versets ne s'appliquent pas nécessairement au texte latin. 
| verset | original hébreu                                                       | traduction française de Louis Segond | Vulgate latine                                                                                             |
| ------ | --------------------------------------------------------------------- | --- | --- |
| 1      | מִזְמוֹר לְתוֹדָה: הָרִיעוּ לַיהוָה, כָּל-הָאָרֶץ                                     | [Psaume de louange.] Poussez vers l’Éternel des cris de joie, vous tous, habitants de la terre !                                              | [Psalmus in confessione]                                                                                   |
| 2      | עִבְדוּ אֶת-יְהוָה בְּשִׂמְחָה; בֹּאוּ לְפָנָיו, בִּרְנָנָה                                  | Servez l’Éternel, avec joie, venez avec allégresse en sa présence !                                                                           | Jubilate Domino omnis terra servite Domino in laetitia introite in conspectu eius in exultatione           |
| 3      | דְּעוּ-- כִּי יְהוָה, הוּא אֱלֹהִים:הוּא-עָשָׂנוּ, ולא (וְלוֹ) אֲנַחְנוּ-- עַמּוֹ, וְצֹאן מַרְעִיתוֹ | Sachez que l’Éternel est Dieu ! C’est lui qui nous a faits, et nous lui appartenons ; nous sommes son peuple, et le troupeau de son pâturage. | Scitote quoniam Dominus ipse est Deus ipse fecit nos et non ipsi nos populus eius et oves pascuae eius     |
| 4      | בֹּאוּ שְׁעָרָיו, בְּתוֹדָה--חֲצֵרֹתָיו בִּתְהִלָּה; הוֹדוּ-לוֹ, בָּרְכוּ שְׁמוֹ                     | Entrez dans ses portes avec des louanges, dans ses parvis avec des cantiques ! Célébrez-le, bénissez son nom !                                | Introite portas eius in confessione atria eius in hymnis confitemini illi laudate nomen eius               |
| 5      | כִּי-טוֹב יְהוָה, לְעוֹלָם חַסְדּוֹ; וְעַד-דֹּר וָדֹר, אֱמוּנָתוֹ                           | Car l’Éternel est bon ; sa bonté dure toujours, et sa fidélité de génération en génération.                                                   | Quoniam suavis Dominus in aeternum misericordia eius et usque in generationem et generationem veritas eius |

## Usages liturgiques

### Dans le judaïsme
Le psaume 100 fait partie de l’office quotidien de la prière, comme action de grâce à Pesukei Dezimra, sauf les jours de fête, le shabbat, et les jours précédant Yom Kippour et Pessah.

### Dans le christianisme

#### Chez les catholiques
Traditionnellement, ce psaume était exécuté auprès des abbayes, lors de la célébration de matines du vendredi,, selon la distribution de saint Benoît de Nursie. Étant l'un des psaumes les plus importants, le psaume 100 (99) était pareillement chanté pour l'office solennel de laudes du dimanche.
Dans la liturgie des Heures actuelle, le psaume 100 est l’un des quatre psaumes invitatoires, c'est-à-dire par lesquels on commence l’office des Heures quotidien. Il est récité aux laudes du vendredi de la première et de la troisième semaines. Le psaume 100 est aussi très présent parmi les lectures de l’office de la messe : on le trouve le 5 janvier, après l’octave de Noël, et le quatrième dimanche de Pâques. Il apparaît aussi six fois dans le temps ordinaire : le jeudi de la 8e semaine, le vendredi de la 22e semaine, le mardi et le vendredi de la 24e semaine, le lundi de la 29e semaine, et le jeudi de la 34e semaine du temps ordinaire.
En raison de son texte et de son sujet, ce psaume demeure toujours l'un des chants liturgiques les plus importants, lors de la célébration du jubilé, tous les 25 ans à Rome ainsi qu'au Puy-en-Velay lorsque le Vendredi saint coïncide la fête de l'Annonciation, 25 mars. Au Puy, celui-ci était chanté, quand l'évêque ouvrait la porte de miséricorde.

#### Chez les anglicans
Le psaume 100 peut être utilisé comme cantique dans la prière du matin de la liturgie anglicane.

## Mise en musique
Le psaume 100 a été mis en musique à de très nombreuses reprises, et parfois même plusieurs fois par un même compositeur. Guillaume Bouzignac, Henry Dumont mettent ce psaume en musique. Marc-Antoine Charpentier compose en 1685 un "Jubilate Deo omnis terra " H.194, pour 3 voix, 2 dessus instrumentaux, et basse continue, Michel-Richard de Lalande (S.72/5, S.9), Charles-Hubert Gervais, Jean-Joseph Cassanéa de Mondonville, Giovanni Gabrieli, Henry Purcell, mettent également en musique ce psaume.
Parmi les compositeurs contemporains, Malcolm Arnold, Loys Bourgeois, Benjamin Britten, Leonard Bernstein, Max Reger ( Der 100 Psalm), William Walton, Herbert Howells, Charles Ives.
Parfois, celui-ci est composé, lors d'une célébration particulière ou solennelle.

### Adaptation d'unJubilate Deo
- 1538 : Cristóbal de Morales (c.1500 - † 1553), Jubilate Deo omnis terra, à l'occasion de la Paix de Nice.

### Composition duJubilate Deoen faveur du jubilé
- 1575 : Giovanni Pierluigi da Palestrina (1525 - † 1594) ; Fernando de Las Infantas (1534 - † vers 1610)[11]

### En faveur d'une célébration
- 1660 : Jean-Baptiste Lully (1632 - † 1687), motet LWV77/16, en l'honneur du mariage de Louis XIV et de la paix avec l'Espagne[13].